# Mystère Zack
Mystère Zack (The Zack Files) est une série télévisée canadienne en 52 épisodes de 22 minutes diffusée entre le 17 septembre 2000 et le 5 mai 2002 sur YTV.
Au Québec, la série a été diffusée à partir du 3 septembre 2001 à la Télévision de Radio-Canada, et en France dans Les Minikeums sur France 3, Disney Channel, et Planète Juniors.

## Synopsis
Le personnage principal, Zachary (Zack) Greenburg est, à première vue, un garçon canadien d’environ quatorze ans tout à fait normal. Il a trois amis : Cameron (Cam qui se prononce Sam) Dunleavy, un garçon considéré « hyper-cool » par Zack lui-même, Gwendolyne (Gwen) Killerby, une jeune fille obsédée par la psychologie et Spencer (Spence) Sharpe, un garçon grassouillet très doué en sciences. De parents divorcés, Zack habite avec son père, Daniel Greenburg. Il a même un ennemi Vernon Mantufel, mais il attire le respect de tous car il est millionnaire…
Jusque-là, rien de bien passionnant, car de nombreuses séries traitent de thèmes ressemblant à cette description.
Mais Zack a une fâcheuse tendance à s’attirer des événements paranormaux. Non pas qu’il les cherche, ou qu’il tienne absolument à être submergé de paranormal. Ce type d’événements se produit sous l’effet d’émotions fortes, physiques ou mentales, de désirs secrets, d’actions particulièrement mauvaises ou bonnes. 
Le paranormal arrive toujours au moment où Zack s’y attend le moins. Il a même tendance à croire paranormal ce qui ne l’est pas, et à ne pas détecter le paranormal qui saute aux yeux.

## Distribution
- Robert Clark (en) (VQ : Nicholas Savard L'Herbier) : Zachary « Zack » Greenburg
- Jake Epstein (VQ : Sébastien Reding) : Cameron Dunleavy
- Michael Seater (VQ : Hugolin Chevrette-Landesque) : Spencer Sharpe
- Katie Boland (VQ : Kim Jalabert) : Gwendolyn Killerby
- Noah Giffin (VQ : Lawrence Arcouette) : Vernon Mantuelfel
- Jeff Clarke : Daniel Greenburg
- Joan Gregson : Leah Greenburg

 Source et légende : version québécoise (VQ) sur Doublage.qc.ca

## Personnages

### Personnages principaux
- Zack Greenburg est le héros. Il étudie dans un collège privé où on porte encore l'uniforme. Dans un épisode, on apprend qu'il est juif parce qu'il doit faire sa Bar Mitzvah. Il lui arrive très rarement de ne pas être au cœur de l'action se déroulant dans l'épisode.
- Sam Dunleavey est l'un des meilleurs amis de Zack. Très décontracté et dragueur, il apparaît comme étant en fait plus vieux que Zack, car il est dans une classe au-dessus (ou dans la même suivant les épisodes).
- Spencer Sharp est le deuxième meilleur ami de Zack. Il excelle en sciences et pense toujours que les problèmes de Zack sont liés aux mathématiques.
- Gwendolyn Killerby est la seule fille du collège des trois amis. Mais elle est la fille du principal Killerby, le principal de l'école.
- Vernon Mantuffel est l'anti-héros de cette série. C'est un personnage riche, arrogant, fanfaron et désagréable. En général, toutes ses blagues finissent par se retourner contre lui.
- Dan Greenburg est le père de Zack. Journaliste, divorcé, bon vivant, il ne se met presque jamais en colère contre son fils. Son nom vient en fait de l'auteur de livres pour la jeunesse "Zack."

### Personnages secondaires
- Dickie est un élève métis de l'école. Il est l'un des amis de Gwen.
- Tad et Todd Brooks sont deux frères idiots et laids, qui travaillent pour Vernon et lui servent de gardes du corps.
- Le principal Killerby est le père de Gwen. Il n'apparaît presque pas dans la série. Il est remplacé dans la seconde saison par Mr Munk. De même pour l'institutrice de Zack qui change au cours des deux saisons.
- Jennifer est la voisine du dessous. Dan essaie toujours de la séduire…
- Leah est la mère de Dan et la grand-mère paternelle de Zack.